# Josef Rieber
Josef Rieber (* 22. Januar 1862 in Petschau, Böhmen; † 4. Dezember 1934 in Prag) war ein österreichischer Priester, Orientalist, Kirchenrechtler und Hochschullehrer in Prag.

## Leben
Josef Rieber wurde als Sohn des Zeugmachergesellens Johann Rieber in Petschau geboren. Er studierte Katholische Theologie in Prag, als die deutsche Karl-Ferdinands-Universität aus der Karls-Universität ausgegliedert wurde. Während seines Studiums wurde er 1887 Mitglied der KDStV Ferdinandea Prag. Er wechselte an die Friedrichs-Universität Halle, die Friedrich-Wilhelms-Universität Berlin und schließlich an die jesuitische Université Saint-Joseph in Beirut.
1887 Dr. theol. und zum Priester geweiht, wurde er 1888 Pfarr-Adjunkt in Seifen und danach an der Theologischen Fakultät der Karl-Ferdinands-Universität. Josef Rieber habilitierte sich 1892 und hielt Vorlesungen über Kirchenrecht, Katechetik und Schulpädagogik. Zugleich war er Religionslehrer an der deutschen Lehrerbildungsanstalt in Prag. Seit 1896 lehrte er die Hebräische Sprache. 1897 erhielt er ein Extraordinariat für Kirchenrecht und semitische Sprachen. Er wurde außerordentlicher (1898) und ordentlicher Professor (1901) für  alttestamentliche Bibelstudien und Semitische Sprachen.
1905/06 war er Rektor der Karl-Ferdinands-Universität. Zum Päpstlichen Hausprälaten ernannt, war er Vorsitzender der deutschen Sektion des Diözesangerichts vom Erzbistum Prag. Auch nach dem Ende der Habsburgmonarchie und der Gründung der Tschechoslowakei 1919 blieb er in Prag. Er starb im 75. Lebensjahr. Er ist der Verfasser wissenschaftlicher Studien, wurde mehrfach ausgezeichnet, u. a. mit dem Orden der Eisernen Krone (Österreich) (1908) und mit dem Titel Hofrat (1917).
Josef Rieber hatte den jüngeren Bruder Alois Rieber, akademischer Bildhauer in Prag.

## Publikationen
- Alte Bauernrezepte aus der Karlsbader Gegend. In: 3. Jahresberichte des wissenschaftlichen Vereins für Volkskunde und Linguistik. 1895.
- Über Flutsagen und deren Beziehung zu den semitischen Flutberichten. In: Mainzer Katholik. 1897.
- Die Blutrache und das Jus talionis im mosaischen Gesetz. 1901.
- Die El-Amarna-Tafeln und ihre geschichtliche Bedeutung. 1903.
- Zum Babel-Bibel-Streit in der jüngsten Zeit. 1904 (Eintrag bei Google Books).
- Der moderne Kampf um die Bibel. 1906.
- Das Theologische Berufsstudium an der Universität. 1906.